# Monument voor de gevallenen (Bussum)
Het monument voor de gevallenen in Bussum staat aan de Frederik van Eedenweg. Het monument bestaat uit een beeld van een beeld van een treurende vrouwenfiguur. Zij draagt in haar handen een bos bloemen en het verzetskruis als symbool van de strijd. Op het voetstuk staat de tekst VOOR DE GEVALLENEN 1940 - 1945.
Elk jaar vindt hier op 4 mei de Dodenherdenking plaats. Na een toespraak in de Wilhelminakerk volgt een stille tocht naar het monument waar om acht uur twee minuten stilte wordt gehouden.

De gevallen verzetsmensen worden eveneens herdacht bij het Gedenkkruis voor verzetsmensen op de Bussumerheide.